# Діна Дірдурфф
Діна Дірдурфф (англ. Deena Deardurff, 8 травня 1957) — американська плавчиня.
Олімпійська чемпіонка 1972 року.
Призерка Чемпіонату світу з водних видів спорту 1973 року.
Переможниця Панамериканських ігор 1971 року.